# Тейлор, Билли
Билли Тейлор (англ. Billy Taylor; 24 июля 1921, Гринвилл, Северная Каролина, США — 28 декабря 2010, Манхэттен, Нью-Йорк, США) — американский джазовый пианист и композитор. Артистический директор по отделению джаза John F. Kennedy Center for the Performing Arts.

## Биография

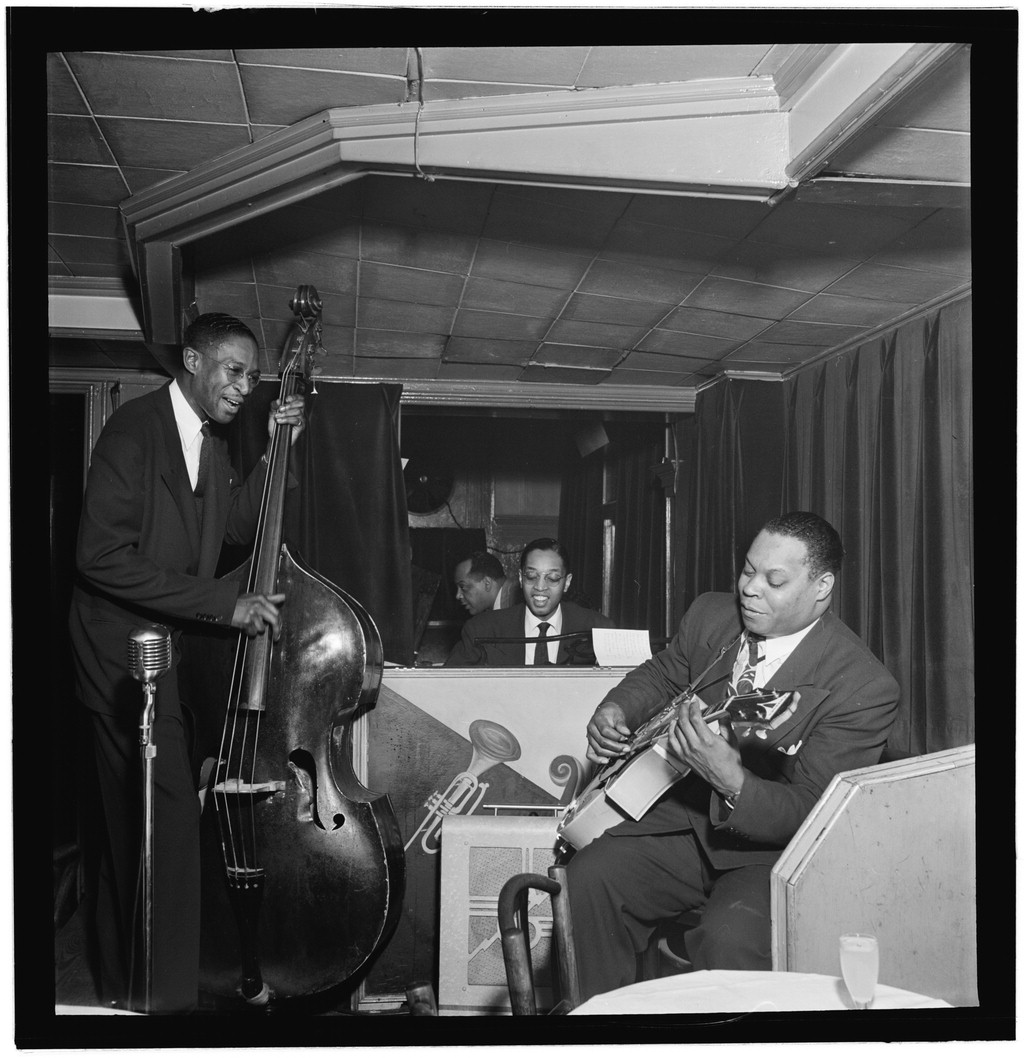
Билли Тейлор (крайний слева) в 1930—1940-х годах

Билли Тейлор родился 24 июля 1921 года в Гринвилле. В пятилетнем возрасте с семьёй переехал в Вашингтон. 
Окончил музыкальное отделение колледжа в Виргинии в 1942 году, затем обучался в Массачусетском университете. Профессионально играть на рояле стал в 1944 году.
Умер 28 декабря 2010 года в Манхэттене.

## Награды
- Награда имени Джорджа Фостера Пибоди
- Национальная медаль США в области искусств (1992)
- NEA Jazz Masters (1998)
- Грэмми (2004)

## Дискография

### Бэнд-лидер
- 1945: Billy Taylor Piano (Savoy)
- 1954: Cross-Section
- 1956: at the London House (ABC-Paramount)[3]
- 1956: Cross Section (Prestige)
- 1957: My Fair Lady Loves (GRP)
- 1959: Warming Up (Riverside)
- 1959: Billy Uptown (Riverside)
- 1959: Billy Taylor with Four Flutes (Riverside, with Herbie Mann, Jerome Richardson, Frank Wess)
- 1962: Impromptu Mercury
- 1977: Live at Storyville (West 54 Records)
- 1985: You Tempt Me (Taylor-Made)
- 1988: White Nights And Jazz In Leningrad (Taylor-Made)
- 1988: Solo (Taylor-Made)
- 1989: Billy Taylor And The Jazzmobile All Stars (Taylor-Made)
- 1991: White Nights and Jazz in Leningrad (Taylor-Made)
- 1992: Dr. T (GRP) with Gerry Mulligan
- 1992: Solo (Taylor-Made)
- 1993: Live at MCG with Gerry Mulligan, Carl Allen, Chip Jackson
- 1993: Dr. T (GRP)
- 1997: The Music Keeps Us Young (Arkadia Jazz, with Chip Jackson, Steve Johns)
- 1998: Ten Fingers — One Voice Arkadia Jazz
- 1999: Taylor Made at the Kennedy Center with Dee Dee Bridgewater Kennedy Center Jazz

### Музыкант
With Arkadia Jazz All Stars
- Thank You, Duke!